# 秋田市立築山小学校
秋田市立築山小学校（あきたしりつ ちくざんしょうがっこう）は、秋田県秋田市楢山にある公立小学校。学校区は、秋田市中央部、おおむね、金照寺山西部域となっている。  

## 概要
1883年創立の伝統校。南通築地の「築」と楢山の「山」からなる合成校名。楢山、南通の一部などを学区とする。秋田市民歌にもあるように、「羽越奥羽の交わるところ」になっている。ほとんどの生徒が、秋田市立秋田南中学校に進学する。秋田市立中通小学校とともに、秋田市立秋田南中学校の敷地内に新設される小学校へ統合する予定。
- 敷地面積：14,948m2
- 校舎面積：6,135m2
- 屋内運動場面積：1,038m2
- 屋外運動場面積:  6,179m2[2]

## 教育目標
- 共に学び、共に生きる子供
  - 思いやりのある親切な子供
  - 意欲を持って学ぶ子供
  - 人の役に立とうとする子供

## 沿革
以下、注釈の無い項目は学校の公式サイトの情報によるもの。
- 1883年　築地・楢山の二学校を統合し、楢山本新町上町に築山小学校創立
- 1909年　新築校舎落成
- 1964年　ティーム・ティーチングの研究実践に着手、現在に至る
- 1960年　修学旅行で十和田湖方面に出掛けた児童が集団赤痢に罹る[4]。
- 1972年　新校舎落成式
- 1984年　創立100周年記念式典挙行
- 1989年　時事通信社教育奨励賞・文部大臣奨励賞受賞
- 1998年　「すくうるランチルーム」活用オープニンブセレモニー
- 1999年 県ふるさと子どもドリーム支援事業による築山イメージ・ソング「マイドリーム」作成
- 2011年 緊急メール配信開始
- 2014年 児童会テーマ決定「笑顔の花　元気の花　夢の花　咲かせようかがやく花を築山っ子」、児童会キャラクター完成「元太くん　えが夫くん　ゆめこちゃん」
- 2015年 築山竿燈まつり部発足
- 2016年 日本女性会議2016開会アトラクションに築山竿燈まつり部出演

## 校章
- 校章掲載のページを参照。

## 校歌
- 校歌のページを参照。
- 作詞 竹内瑛二郎、作曲 小田島樹人

## 部活動
- 竿燈まつり部

## スポーツ少年団
- 野球
- サッカー

## 主な進学先
- 秋田市立秋田南中学校

## 最寄駅
- 秋田駅

## アクセス
- 秋田中央交通　二ツ屋福島線　築山小学校前下車

## 著名出身者
- 明石康 (外交官)
- 河村重治郎 (英語辞書編集者)
- 木村興治 (卓球選手)[5]

## 著名教職員
- 丸山修一郎 (政治家)

## 学区内周辺

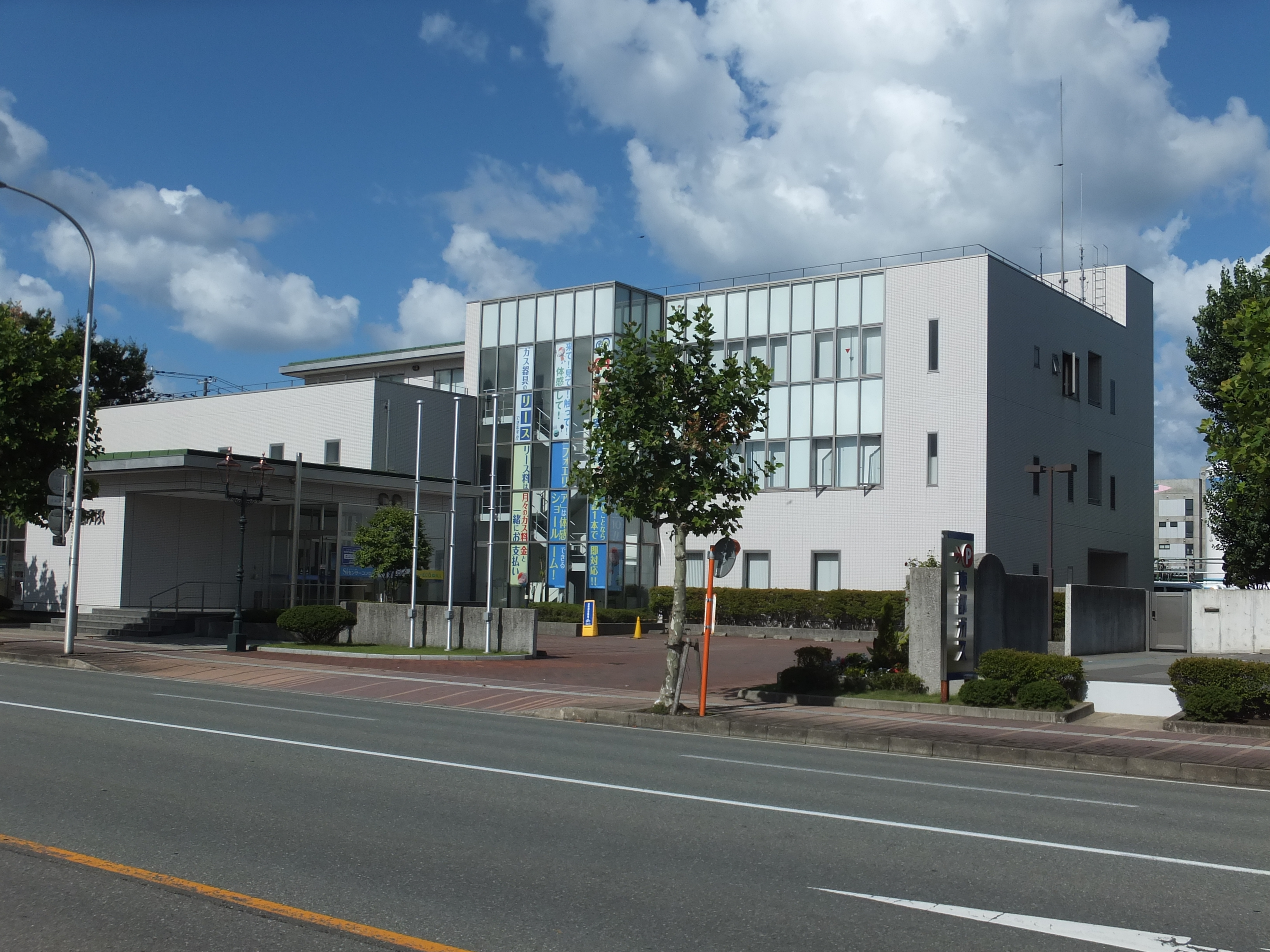
東部ガス秋田支店
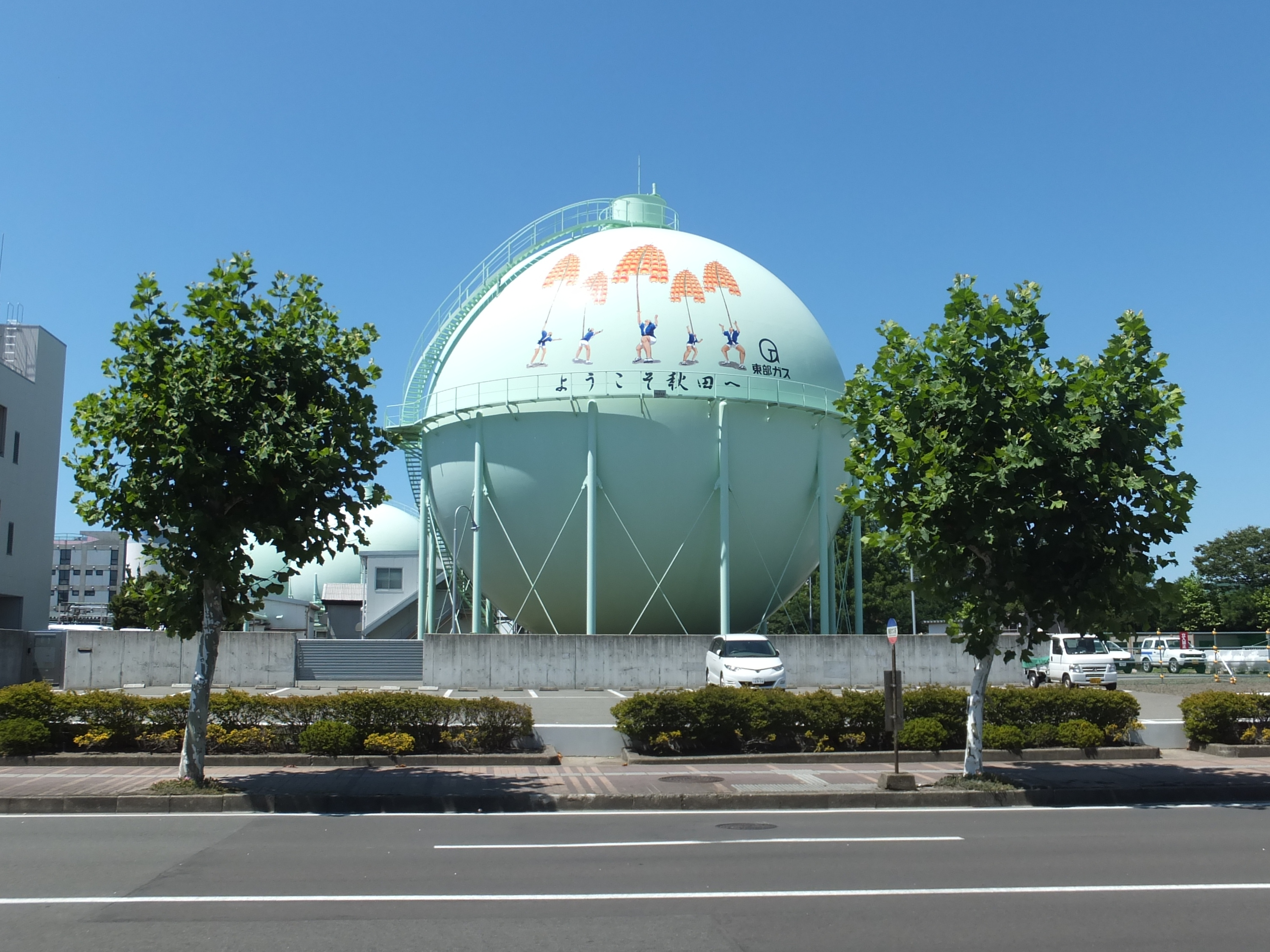
東部ガスのガスタンク
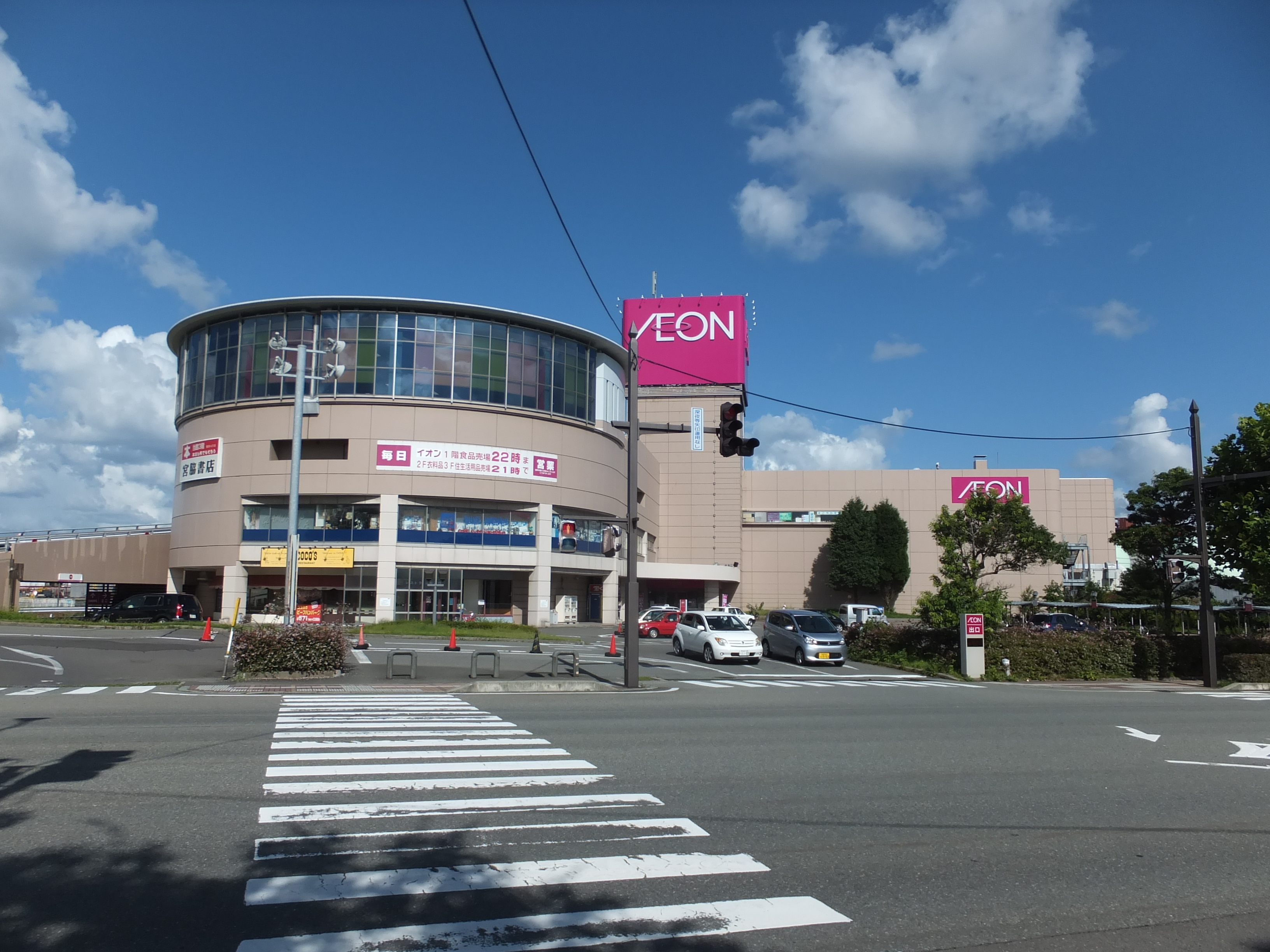
イオン秋田中央店
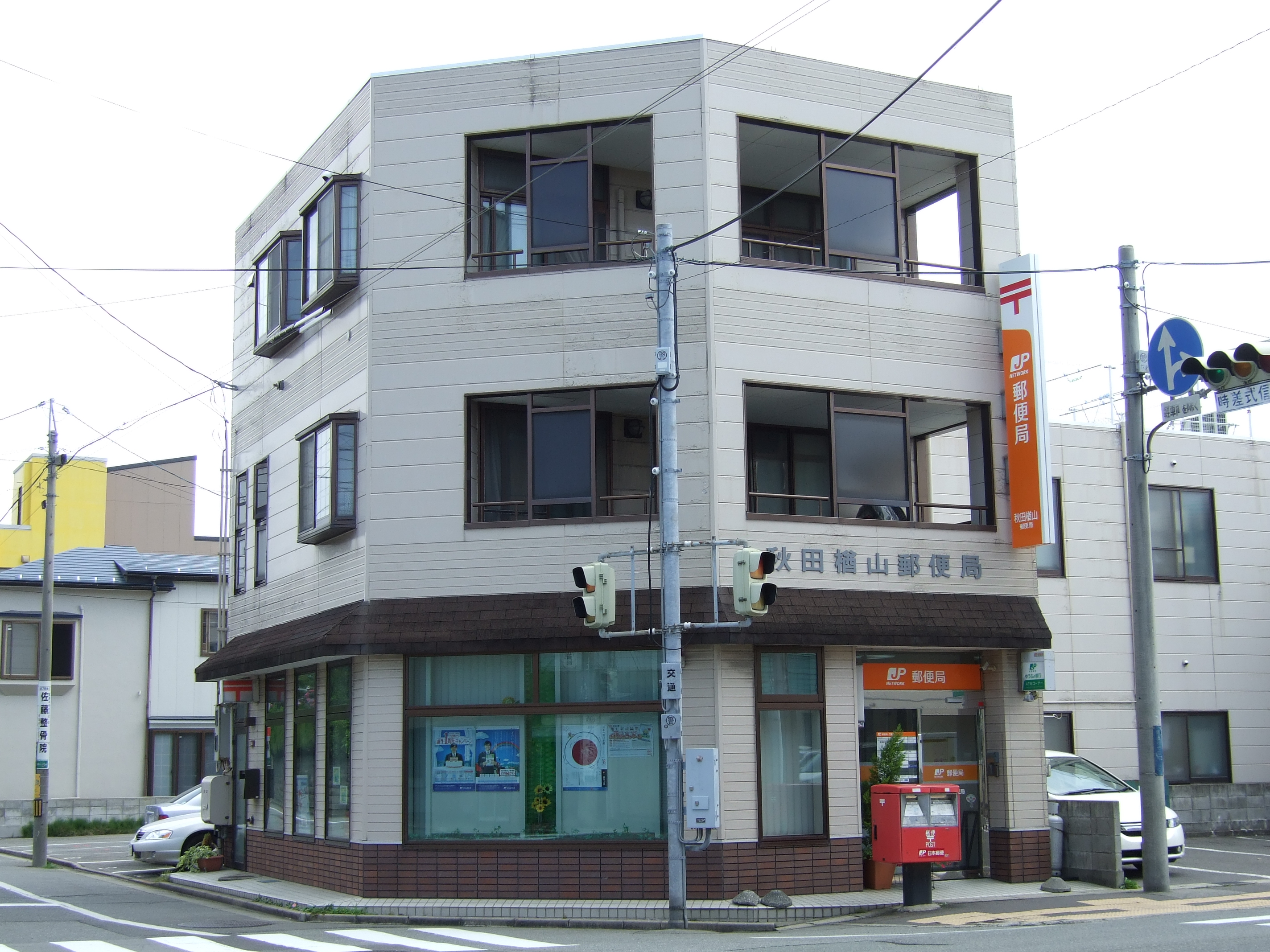
秋田楢山郵便局
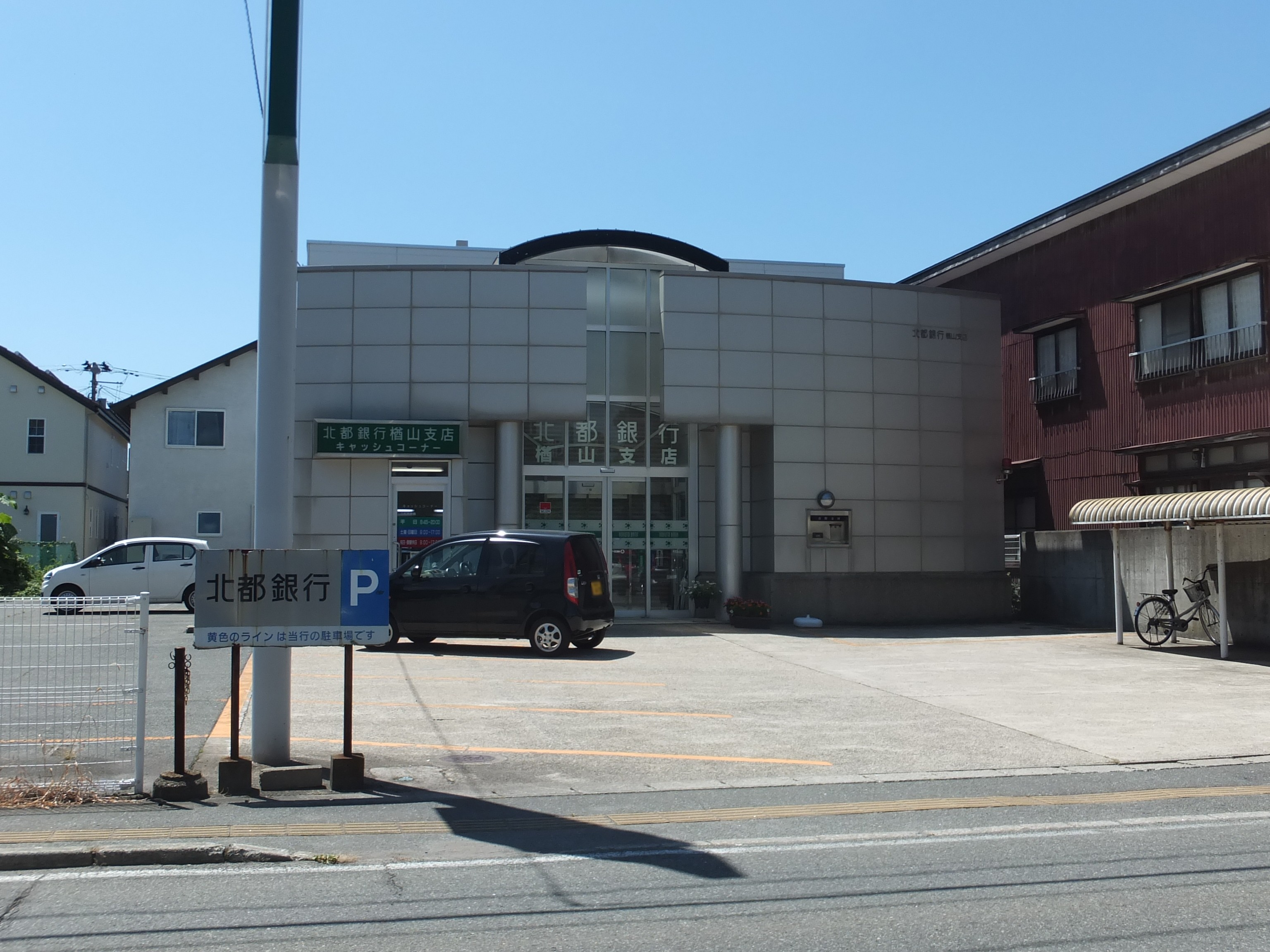
北都銀行楢山支店旧店舗
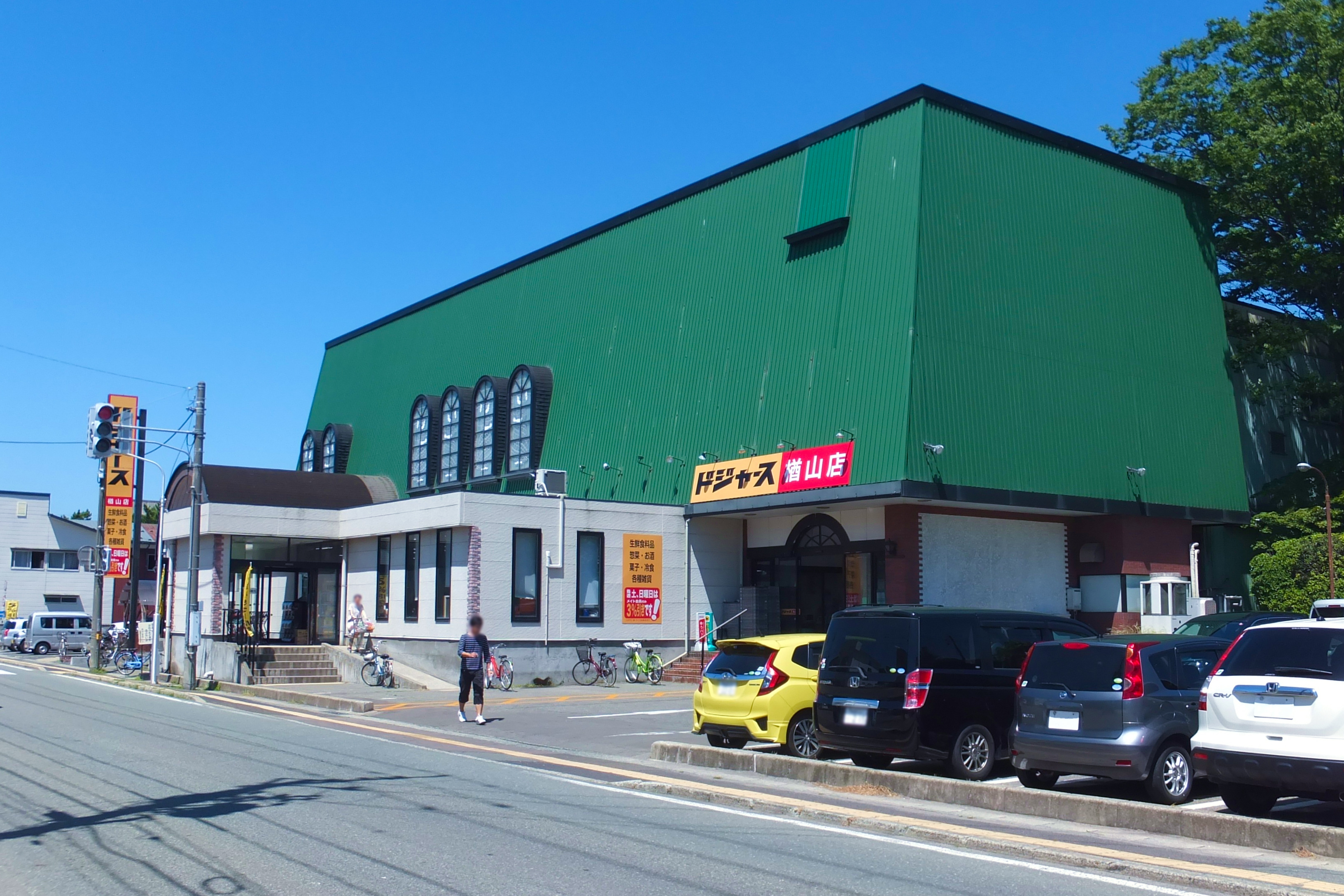
ドジャース楢山店
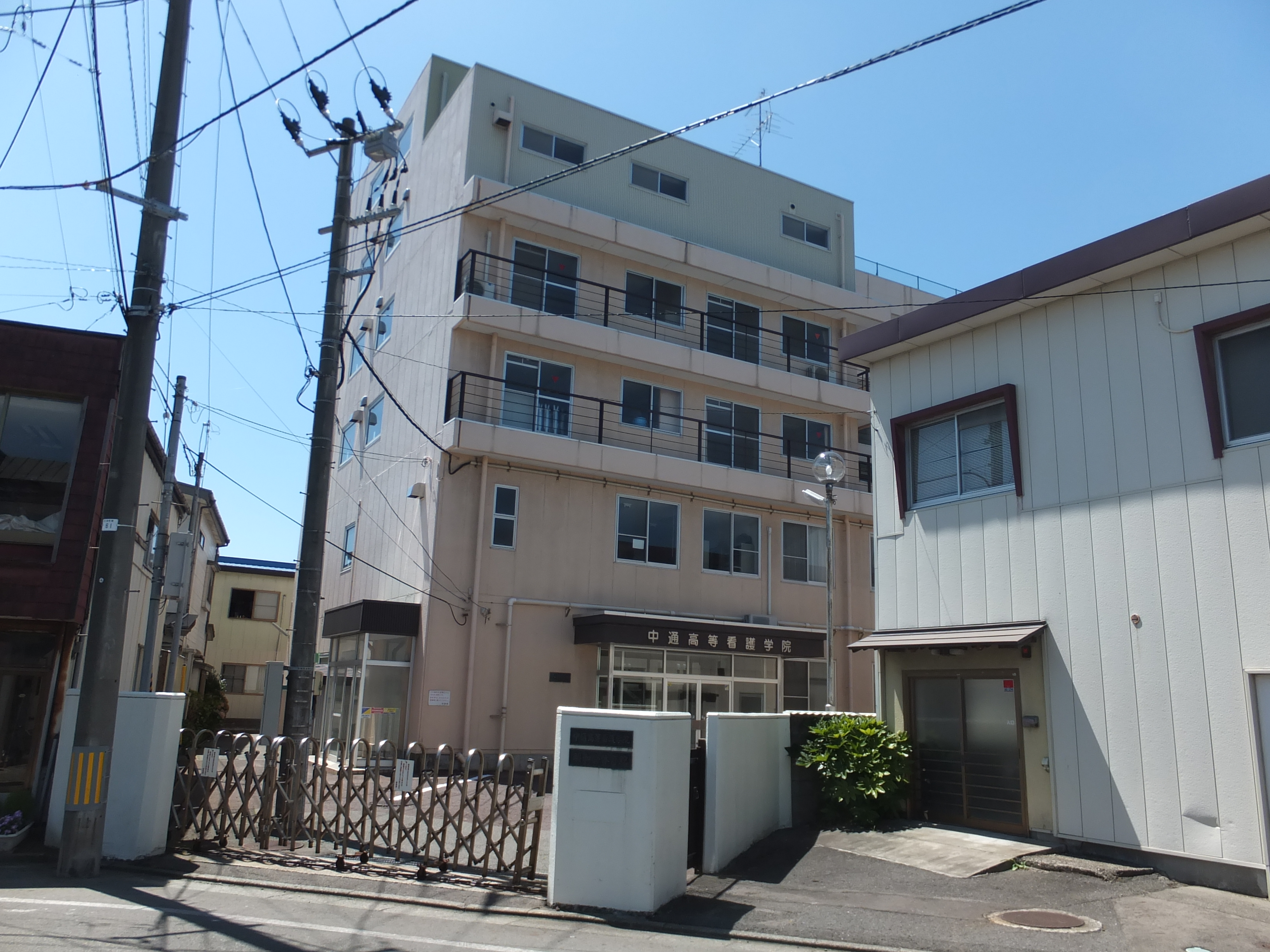
中通高等看護学院
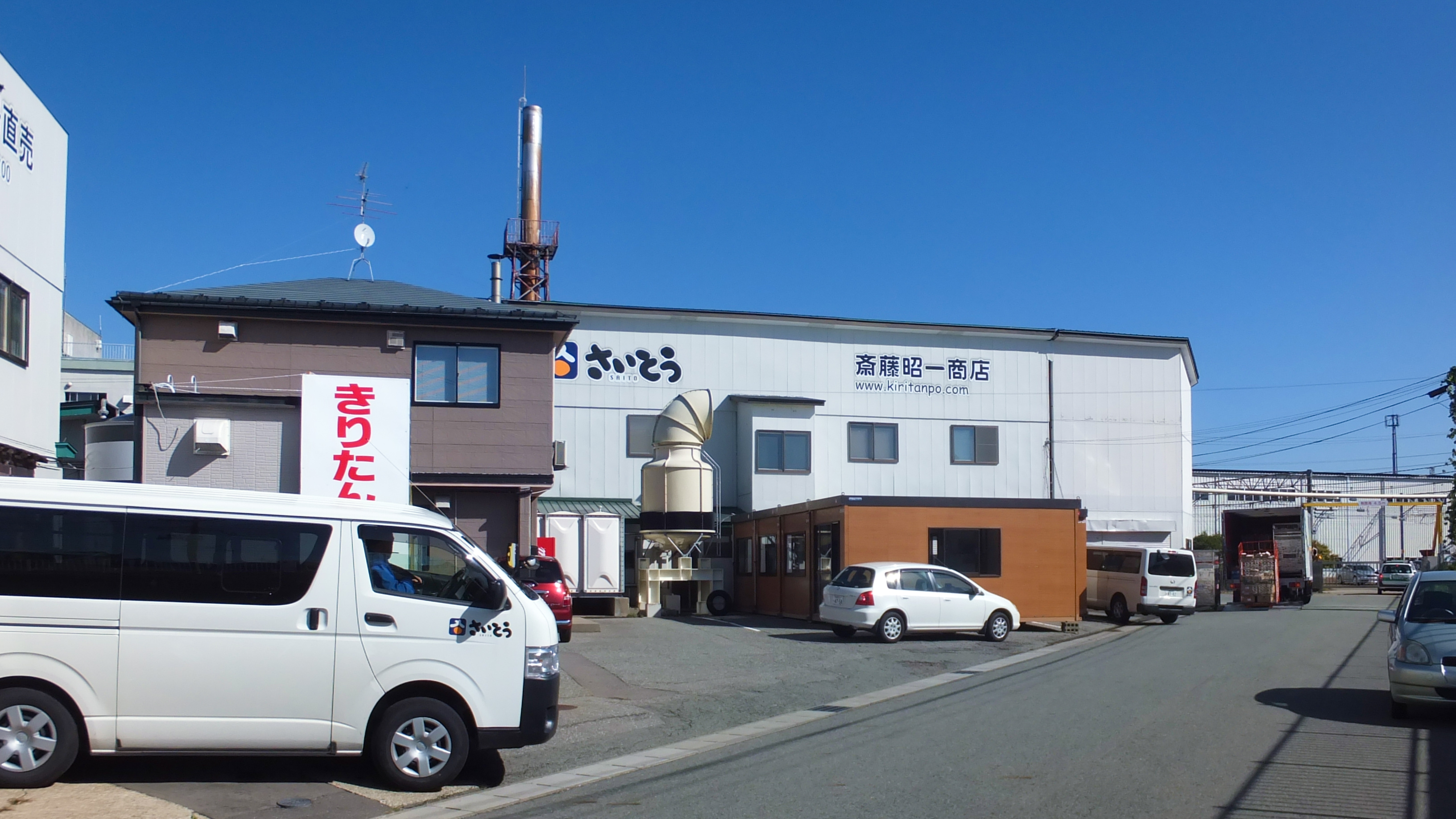
斎藤昭一商店

## ギャラリー

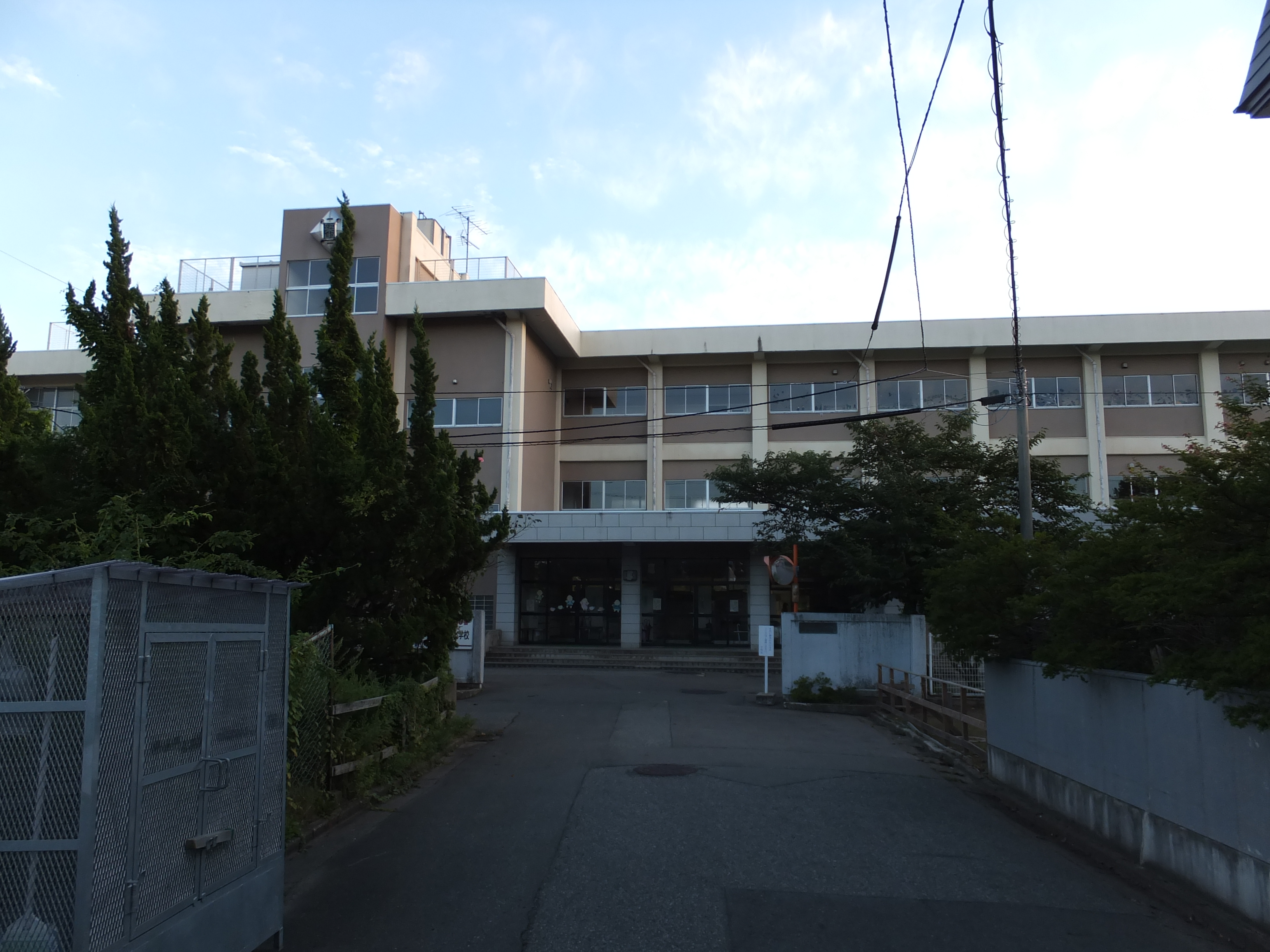
2013年の築山小学校